# Anopheles sumatrana
Anopheles sumatrana är en tvåvingeart som beskrevs av Swellengrebel och Rodenwaldt 1932. Anopheles sumatrana ingår i släktet Anopheles och familjen stickmyggor. Inga underarter finns listade i Catalogue of Life.